# Avenue Georges-Lafont
L'avenue Georges-Lafont est une voie du 16e arrondissement de Paris, en France.

## Situation et accès
L'avenue Georges-Lafont est une voie publique située dans le 16e arrondissement de Paris. Elle débute place de la Porte-de-Saint-Cloud et se termine avenue Ferdinand-Buisson. Elle est prolongée par l'avenue Pierre-Grenier à Boulogne-Billancourt.

## Origine du nom

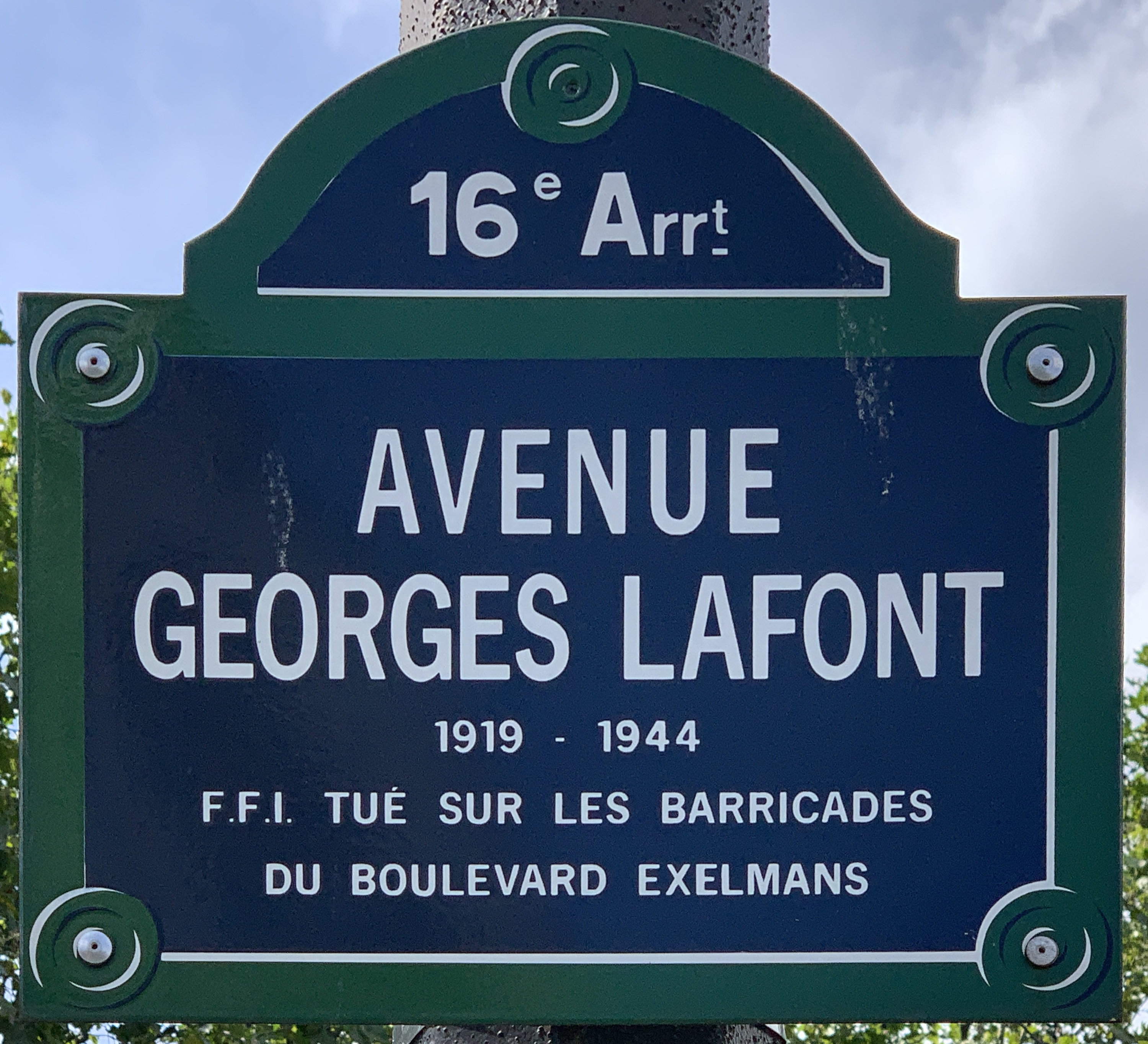
Plaque de l'avenue.

Elle porte le nom de Georges Lafont (1919-1944), membre du groupe FFI Lyautey, tué sur les barricades du boulevard Exelmans lors des combats pour la Libération de Paris.

## Historique
Cette voie, située initialement sur l'ancien territoire de Boulogne-Billancourt, était une partie de la route départementale no 1 avant d'être créée en tant que rue en 1932 et annexée à Paris par décret du 3 avril 1925 sous le nom d'« avenue des Moulineaux », aujourd'hui l'avenue Pierre-Grenier ; elle prend sa dénomination actuelle par un arrêté du 20 août 1964.

## Bâtiments remarquables et lieux de mémoire
- no 82 : stade Pierre-de-Coubertin